# Mof (verbinding)

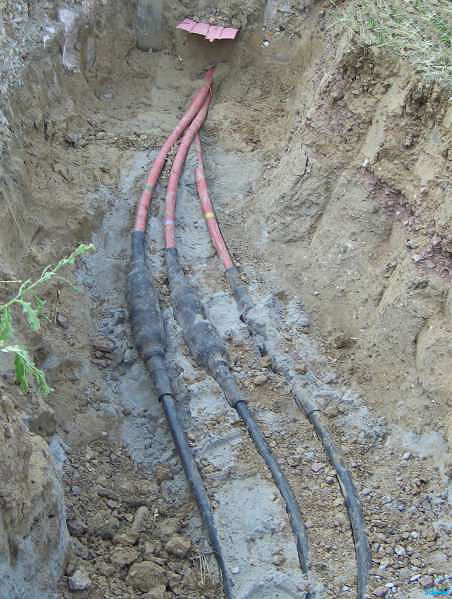
Verbindingsmof bij een stroomgrondkabel

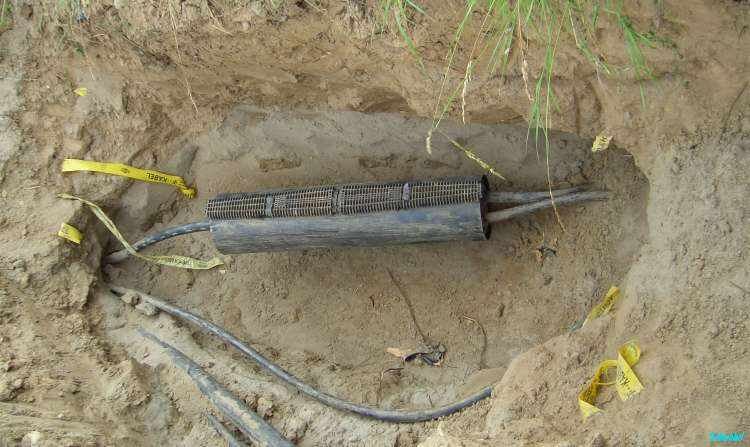
Verbindingsmof bij een telefoonkabel

Een mof is een verbindingsgreep die rondom afsluit.
Een veelgebruikte mof is een bescherming van de plek waar twee elektriciteitskabels aan elkaar zijn gelast. De mof kan bestaan uit twee op elkaar passende schalen. Bij gietijzeren moffen zet men de schalen met bouten vast, kunststof schalen klikken in elkaar. Ook kan de mof worden gemaakt door middel van de wikkelmoftechniek, waarbij er met gaas en tape een cocon wordt gecreëerd rondom de verbinding, die vervolgens wordt geïnjecteerd met kunsthars.
Net als bij het gelijknamige kledingstuk worden sommige moffen over de twee aan elkaar gelaste kabeluiteinden geschoven.
Er bestaan verschillende vormen van moffen, afhankelijk van de kabels waarvoor zij gebruikt worden:
- gietijzeren moffen, voornamelijk voor hoogspanningskabels en kabels die met jute en kalk zijn geïsoleerd
- loden moffen, die kunnen zelfstandig bestaan in gebouwen, vaak gebruikt voor telecommunicatiekabels en dan zijn ze vaak in de vorm van een fles uitgevoerd, maar ze worden ook als binnenmof gebruikt voor de gietijzeren mof
- moffen van een stuk pvc-buis en giethars, die door de elektricien vaak zelf worden gemaakt
- kunststof schalen, die in elkaar klikken en gevuld worden met giethars
- wikkelmof, dit is de meest toegepaste techniek bij de Nederlandse energienetbeheerders voor laagspanningskabelnetwerken

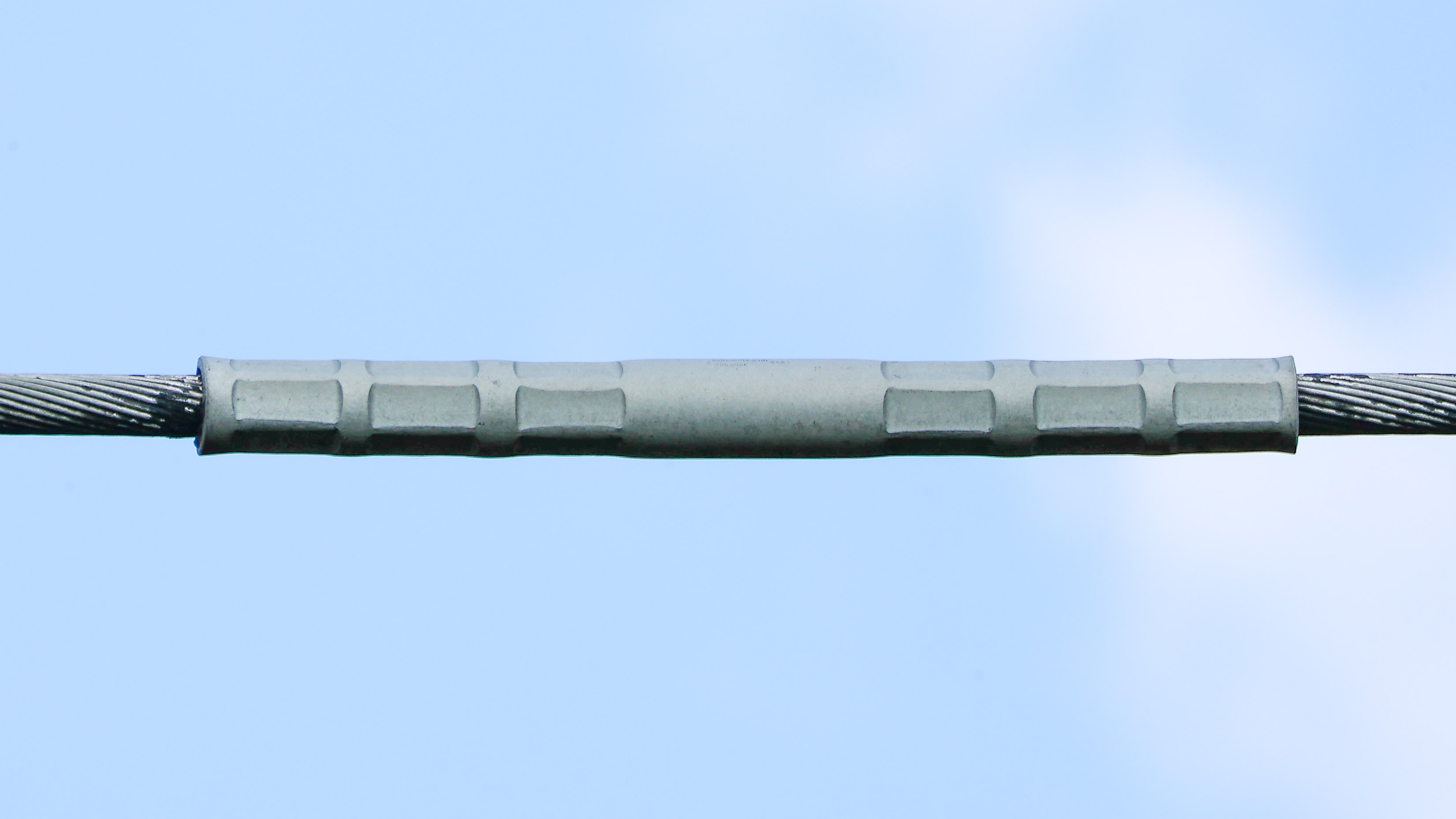
Persmof in een 150kV hoogspanningsleiding

Ook in bedrading kan een mof worden gebruikt; die wordt dan op de aders gekrompen met een krimptang.
In het Belgisch-Nederlands is de gangbare vorm moffel (vgl. Frans moufle), wat het oorspronkelijke Nederlandse woord is en waarvan mof is afgeleid. Ook de werkwoorden moffelen (rondom afdekken, verbergen) en wegmoffelen (verstoppen) zijn afgeleid van moffel.